# NGC 7645
NGC 7645 је спирална галаксија у сазвежђу Вајар која се налази на NGC листи објеката дубоког неба.
Деклинација објекта је - 29° 23' 17" а ректасцензија 23h 23m 47,4s. Привидна величина (магнитуда) објекта NGC 7645 износи 13,1 а фотографска магнитуда 13,8. NGC 7645 је још познат и под ознакама ESO 470-3, MCG -5-55-7, PGC 71314.